# Accord d'association entre la Géorgie et l'Union européenne
L’accord d'association entre la Géorgie et l'Union européenne (en géorgien : ასოცირების შესახებ შეთანხმება საქართველო - ევროკავშირის) est un traité signé le 27 juin 2014 qui établit une association politique et économique entre les deux parties.
Cet accord de libre-échange complet et approfondi s'inscrit dans le cadre de la politique communautaire de voisinage dite du « Partenariat oriental », et vise à renforcer les liens politiques et économiques entre la Géorgie et l'UE.
L'accord entre en vigueur le 1er juillet 2016.

## Historique de l'accord
Du côté de la république de Géorgie, le souhait de se rapprocher de l'Union européenne s'est affirmé après la révolution des Roses. En décembre 2004, un ministère d’État à l'Intégration européenne et euro-atlantique est créé pour coordonner en Géorgie les réformes qui nécessitent le rapprochement ; il agit en lien avec le ministère des Affaires étrangères, qui mène les négociations avec l'UE. Son premier titulaire en est Guiorgui Baramidze, vice-premier ministre et poids lourd de la politique géorgienne[C'est-à-dire ?]. Son deuxième titulaire est Thorniké Gordadzé, universitaire français, qui a été chargé spécifiquement des négociations avec l'UE lorsqu'il était vice-ministre des affaires étrangères. Son troisième titulaire, Alex Petriachvili, conclut les négociations avec Bruxelles.
L'Allemagne et la France n'ont cessé de déclarer tout au long des négociations que l'accord d'association n'incluait pas de perspective d'adhésion[réf. nécessaire], en phase avec leurs opinions publiques opposées à tout élargissement[réf. nécessaire] et soucieuses de ne pas mécontenter la Russie.[réf. nécessaire]

## Contenu

### Contenu
Le volet politique général (art. 1) porte sur : 
- la contribution communautaire à la stabilité de la Géorgie, sur le règlement pacifique des conflits ;
- le renforcement de la coopération judiciaire (liberté, sécurité, sécurité, droits fondamentaux) ;
- le rapprochement de la législation géorgienne avec celle de l'UE ;
- la création d'une zone de libre-échange approfondi et complet (volet accord de libre-échange approfondi et complet/ALEA), et l'intégration de la Géorgie au marché intérieur de l'UE ;
- la participation de la Géorgie aux politiques, programmes et agences de l'UE.

Le volet des réformes intérieures (art. 4) dispose que l'UE et la Géorgie collaborent pour améliorer le droit en dans la république transcaucasienne.
Le volet politique étrangère et sécurité (art. 5) au contrôle des armes, fait référence à l'adhésion aux accords d'Helsinki, ainsi qu'à liberté pour la Géorgie d'autoriser tout pays à installer une base militaire (en).
Le volet règlements pacifique des conflits (art. 9) fait référence à la Géorgie dans ses frontières internationalement reconnues.

### Ratification
| Signataire               | Date              | Institution                   | Pour        | Contre      | AB          | Déposé            | Référence |
| ------------------------ | ----------------- | ----------------------------- | ----------- | ----------- | ----------- | ----------------- | --------- |
| Allemagne                | 8 mai 2015        | Bundesrat                     | Approuvé    | Approuvé    | Approuvé    | 22 juillet 2015   |           |
| Allemagne                | 26 mars 2015      | Bundestag                     | 567         | 64          | 0           | 22 juillet 2015   |           |
| Allemagne                | 27 mai 2015       | Promulgation présidentielle   | Accordée    | Accordée    | Accordée    | 22 juillet 2015   |           |
| Autriche                 | 23 juillet 2015   | Conseil fédéral               | Approuvé    | Approuvé    | Approuvé    | 28 août 2015      |           |
| Autriche                 | 8 juillet 2015    | Conseil national              | Approuvé    | Approuvé    | Approuvé    | 28 août 2015      |           |
| Autriche                 | 31 juillet 2015   | Promulgation présidentielle   | Accordée    | Accordée    | Accordée    | 28 août 2015      |           |
| Belgique                 | 23 avril 2015     | Chambre des représentants     | 101         | 17          | 20          | 1er février 2016  |           |
| Belgique                 | Sanction royale   |                               |             |             |             | 1er février 2016  |           |
| Bulgarie                 | 24 juillet 2014   | Assemblée nationale           | 90          | 2           | 1           | 9 septembre 2014  |           |
| Bulgarie                 | 28 juillet 2014   | Promulgation présidentielle   | Accordée    | Accordée    | Accordée    | 9 septembre 2014  |           |
| Chypre                   | 7 mai 2015        | Chambre des représentants     | Approuvé    | Approuvé    | Approuvé    | 18 août 2015      |           |
| Chypre                   | 22 mai 2015       | Promulgation présidentielle   | Accordée    | Accordée    | Accordée    | 18 août 2015      |           |
| Croatie                  | 12 décembre 2014  | Sabor                         | 118         | 0           | 0           | 24 mars 2015      |           |
| Croatie                  | 18 décembre 2014  | Promulgation présidentielle   | Accordée    | Accordée    | Accordée    | 24 mars 2015      |           |
| Danemark                 | 18 décembre 2014  | Folketing                     | 102         | 8           | 0           | 18 février 2015   |           |
| Espagne                  | 15 avril 2015     | Sénat                         | Approuvée   | Approuvée   | Approuvée   | 28 juillet 2015   |           |
| Espagne                  | 19 février 2015   | Congrès des députés           | 296         | 1           | 12          | 28 juillet 2015   |           |
| Espagne                  |                   | Sanction royale               | Accordée    | Accordée    | Accordée    | 28 juillet 2015   |           |
| Estonie                  | 4 novembre 2014   | Riigikogu                     | 65          | 1           | 0           | 12 janvier 2015   |           |
| Estonie                  | 13 novembre 2014  | Promulgation présidentielle   | Accordée    | Accordée    | Accordée    | 12 janvier 2015   |           |
| Finlande                 | 10 mars 2015      | Eduskunta                     | Approuvé    | Approuvé    | Approuvé    | 6 mai 2015        |           |
| Finlande                 | 24 avril 2015     | Promulgation présidentielle   | Accordée    | Accordée    | Accordée    | 6 mai 2015        |           |
| France                   | 7 mai 2015        | Sénat                         | Approuvé    | Approuvé    | Approuvé    | 10 novembre 2015  |           |
| France                   |                   | Assemblée nationale           | 16          | 2           | 0           | 10 novembre 2015  | [ 3 ]     |
| France                   |                   | Promulgation présidentielle   | Accordée    | Accordée    | Accordée    | 10 novembre 2015  |           |
| Géorgie                  | 18 juillet 2014   | Parlement                     | 123         | 0           | 0           | 25 juillet 2014   |           |
| Géorgie                  | 8 juillet 2014    | Promulgation présidentielle   | Accordée    | Accordée    | Accordée    | 25 juillet 2014   |           |
| Grèce                    |                   | Voulí                         | Approuvée   | Approuvée   | Approuvée   | 14 décembre 2015  |           |
| Grèce                    |                   | Promulgation présidentielle   | Accordée    | Accordée    | Accordée    | 14 décembre 2015  |           |
| Hongrie                  | 26 novembre 2014  | Assemblée nationale           | 139         | 5           | 0           | 7 avril 2015      |           |
| Hongrie                  | 5 décembre 2014   | Promulgation présidentielle   | Accordée    | Accordée    | Accordée    | 7 avril 2015      |           |
| Irlande                  | 27 janvier 2015   | Dáil Éireann                  | 58          | 19          | 0           | 17 avril 2015     |           |
| Italie                   | 22 septembre 2015 | Sénat                         | Approuvée   | Approuvée   | Approuvée   | 3 février 2016    |           |
| Italie                   | 29 juillet 2015   | Chambre des députés           | Approuvée   | Approuvée   | Approuvée   | 3 février 2016    |           |
| Italie                   |                   | Promulgation présidentielle   | Accordée    | Accordée    | Accordée    | 3 février 2016    |           |
| Lettonie                 | 14 juillet 2014   | Saeima                        | 79          | 0           | 0           | 31 juillet 2014   |           |
| Lettonie                 | 18 juillet 2014   | Promulgation présidentielle   | Accordée    | Accordée    | Accordée    | 31 juillet 2014   |           |
| Lituanie                 | 8 juillet 2014    | Seimas                        | 87          | 0           | 1           | 29 juillet 2014   |           |
| Lituanie                 | 11 juillet 2014   | Promulgation présidentielle   | Accordée    | Accordée    | Accordée    | 29 juillet 2014   |           |
| Luxembourg               | 18 mars 2015      | Chambre des députés           | 52          | 2           | 3           | 12 mai 2015       |           |
| Luxembourg               | 12 avril 2015     | Promulgation Grand Ducale     | Accordée    | Accordée    | Accordée    | 12 mai 2015       |           |
| Malte                    | 21 août 2014      | Chambre des Députés           | Approuvée   | Approuvée   | Approuvée   | 29 août 2014      |           |
| Pays-Bas                 | 7 juillet 2015    | Sénat                         | Adopté      | Adopté      | Adopté      | 21 septembre 2015 |           |
| Pays-Bas                 |                   | Chambre des représentants     | 119         | 31          | 0           | 21 septembre 2015 |           |
| Pays-Bas                 |                   | Sanction royale               | Accordée    | Accordée    | Accordée    | 21 septembre 2015 |           |
| Pologne                  | 4 décembre 2014   | Sénat                         | 113         | 1           | 1           | 24 mars 2015      |           |
| Pologne                  | 28 novembre 2014  | Sejm                          | 427         | 1           | 0           | 24 mars 2015      |           |
| Pologne                  | 2 mars 2015       | Promulgation présidentielle   | Accordée    | Accordée    | Accordée    | 24 mars 2015      |           |
| Portugal                 | 20 mars 2015      | Assemblée de la République    | 206         | 16          | 8           | 8 octobre 2015    |           |
| Portugal                 | 23 avril 2015     | Promulgation présidentielle   | Accordée    | Accordée    | Accordée    | 8 octobre 2015    |           |
| République tchèque       | 10 décembre 2014  | Sénat                         | 52          | 3           | 12          | 12 juin 2015      |           |
| République tchèque       |                   | Chambre des députés           | Approuvée   | Approuvée   | Approuvée   | 12 juin 2015      |           |
| République tchèque       |                   | Promulgation présidentielle   | Accordée    | Accordée    | Accordée    | 12 juin 2015      |           |
| Roumanie                 | 2 juillet 2014    | Chambre des députés           | 293         | 0           | 0           | 14 juillet 2014   |           |
| Roumanie                 | 3 juillet 2014    | Sénat                         | 113         | 1           | 1           | 14 juillet 2014   |           |
| Roumanie                 | 9 juillet 2014    | Promulgation présidentielle   | Accordée    | Accordée    | Accordée    | 14 juillet 2014   |           |
| Royaume-Uni              | 9 mars 2015       | Chambre des lords             | Approuvée   | Approuvée   | Approuvée   | 8 avril 2015      |           |
| Royaume-Uni              | 23 février 2015   | Chambre des Communes          | Approuvée   | Approuvée   | Approuvée   | 8 avril 2015      |           |
| Royaume-Uni              | 19 mars 2015      | Sanction royale               | Ordre donné | Ordre donné | Ordre donné | 8 avril 2015      |           |
| Slovaquie                | 24 septembre 2014 | Conseil national              | 132         | 0           | 2           | 21 octobre 2014   |           |
| Slovaquie                | 16 octobre 2014   | Promulgation présidentielle   | Accordée    | Accordée    | Accordée    | 21 octobre 2014   |           |
| Slovénie                 |                   | Assemblée nationale           | Approuvée   | Approuvée   | Approuvée   | 27 juillet 2015   |           |
| Slovénie                 |                   | Promulgation présidentielle   | Accordée    | Accordée    | Accordée    | 27 juillet 2015   |           |
| Suède                    | 26 novembre 2014  | Riksdag                       | 255         | 44          | 0           | 9 janvier 2015    |           |
| Union européenne et CEEA | 16 septembre 2014 | Parlement européen            | 535         | 127         | 35          | 23 mai 2016       |           |
| Union européenne et CEEA | 23 mai 2016       | Conseil de l'Union européenne | Approuvé    | Approuvé    | Approuvé    | 23 mai 2016       |           |

## Sources

## Compléments